# Xysticus kempeleni
Xysticus kempeleni là một loài nhện trong họ Thomisidae.
Loài này thuộc chi Xysticus. Xysticus kempeleni được Tord Tamerlan Teodor Thorell miêu tả năm 1872.